# The Bunker
The Bunker és una pel·lícula de guerra de terror britànica de 2001 dirigida per Rob Green, escrita per Clive Dawson i protagonitzada per Jason Flemyng.

## Argument
A finals de 1944, les restes d'un escamot de Panzergrenadiers de la Divisió Großdeutschland van ser atrapats en una emboscada per les tropes estatunidenques. Quan es retiren, el soldat Hugo Engels és assassinat i l'esquadra troba un búnquer ocupat pels soldats Heinrich Mirus (John Carlisle) i Michael Neumann (Andrew-Lee Potts) que tenen ordres de defensar-lo. El caporal Otto Schenke s'enfronta al sergent Theobald Heydrich per no contraatacar. Mirus relata la història de la zona, on les víctimes de la pesta negra van ser massacrades per ordre d'un desconegut que va influir en la gent del poble per tornar-se els uns contra els altres.
Durant la nit, es descobreixen túnels sota el búnquer. El caporal Schenke (Andrew Tiernan) vol explorar-los, però el tinent Hercule Krupp (Simon Kunz) es nega. Mirus s'endinsa als túnels i un curiós privat de primera classe Wolfgang Kreuzmann (Eddie Marsan) el segueix. Quan es troben desapareguts, Krupp creu que han desertat i ordena una persecució. Neumann és atrapat i revela que Mirus havia estat utilitzant els túnels com a propietat privada durant diverses setmanes mentre ocultava les seves activitats específiques en ells. El caporal Bruno Baumann (Jason Flemyng) descobreix els plans per al complex mentre que el caporal Tobias Ebert (Jack Davenport) troba un senyal d'advertència. Ebert també descobreix un pou de mina on és atacat per darrere per una silueta que s'assembla a Kreuzmann.
Baumann conclou que hi ha estatunidencs als túnels i utilitza un generador per encendre els llums del complex. Krupp demana a Mirus que expliqui les misterioses activitats, però és interromput pel foc de la metralladora al búnquer. En unir-se a la secció, van descobrir que no havien disparat cap a res. Les línies telefòniques tallades els convencen que els estatunidencs són als túnels. L'esquadra es divideix i escorcolla el complex. Mirus revela la seva creença que el seu fill mort li està parlant dels túnels. La recerca de Schenke i Krupp descobreix el cos d'Ebert. Un altre grup descobreix una fossa comuna i Kreuzmann es troba catatònic i incoherent. Kreuzmann se separa del grup i es troba amb Krupp i Schenke mentre continuen la seva exploració. Sorpresos, Schenke i Krupp el maten a trets, creant en el procés un col·lapse que mata a Krupp.
El tret alerta a Neumann que entra al túnel i, corrent d'una figura fosca, s'uneix a Schenke. Mirus intenta fugir i s'embolica en filferro de pues. Quan Heydrich, Baumann i Helmut Franke intenten volar la porta del búnquer amb una granada, Schenke i Neumann confonen el soroll amb un assalt nord-americà. Van posar el fusible a una càrrega de demolició per volar la munició i evitar-la als nord-americans.
L'intent de Heydrich, Baumann i Franke d'obrir la porta fracassa. Mentre busquen una altra sortida es troben amb Schenke i Neumann que obren foc pensant que el trio són americans. Els tres són expulsats després de quedar-se sense municions. Neumann dispara al trio mentre Schenke mata en Franke i després amenaça Neumann. La munició detona i Heydrich, Baumann i Neumann fugen amb Schenke disparant-los. El trio troba la sortida principal bloquejada, intenta escapar pel pou de la mina i dispara a una figura que s'acosta. Quan Heydrich dispara a Schenke amb la seva pistola de bengales, esclata en flames. Neumann aconsegueix trencar la paret de la fossa comuna amb la seva eina d'atrinxerament ia l'aire lliure. Heydrich és apunyalat per Schenke que va sobreviure al foc, i Baumann ataca Schenke amb les mans nues. Heydrich és assassinat durant l'altercat i Baumann s'escapa amb Neumann, llançant una granada a la tomba amb Schenke on explota.
El caporal Baumann dona permís a Neumann per rendir-se als nord-americans i es posa en marxa, trobant el cos de Mirus al filferro de pues. Quan veu soldats nord-americans, agita un mocador per rendir-se.
La pel·lícula passa a un flashback en què l'esquadra de Baumann marxa per un camp en un dia assolellat i es troba amb un grup de desertors a punt de ser executats. Se li demana a Baumann que participi en l'escamot. Baumann dispara a un home que està resant i falla abans de colpejar-lo dues vegades. Un oficial dona el tret de gràcia i l'escamot posa per a les fotografies amb l'home executat.
El flashback de Baumann acaba i marxa trontollant per rendir-se als nord-americans.

## Repartiment
- Jason Flemyng com a Cpl. Bruno Baumann
- Andrew Tiernan com a Cpl. Otto Schenke
- Christopher Fairbank com el sergent. Theobald Heydrich
- Simon Kunz com el tinent Hercule Krupp
- Andrew-Lee Potts com a Pvt. Michael Neumann
- John Carlisle com a Pvt. Heinrich Mirus
- Eddie Marsan com a PFC. Wolfgang Kreuzmann
- Jack Davenport com a Cpl. Tobias Ebert
- Charley Boorman com a PFC. Helmut Franke
- Nicholas Hamnett com a Pvt. Hugo Engels
- Iain McKee com a privat
- Nick Rutherford com a desertor

## Llançament
La pel·lícula va ser estrenada en DVD per Film 2000 el 21 d'abril de 2003. Va ser reestrenada un any després per MTI Home Video.

## Recepció
AllMovie va donar a la pel·lícula una ressenya mixta que afirmava: "El búnker és una sortida de terror admirable que s'acosta a donar els xocs, però que acaba en el costat monòton de les coses quan tot està dit i fet".